# Dieta de Speyer
El terme  Dieta de Speyer o  Dieta d'Espira  es refereix a qualsevol de les diverses sessions de la Dieta del Sacre Imperi Romanogermànic, en l'època en què aquesta es reunia a la ciutat d'Espira, Alemanya. Les sessions més famoses es van celebrar a 1526 i 1529.

## La Dieta de Speyer de 1526
La decisió més important presa en aquesta dieta va ser que no es podia forçar l'Edicte de Worms, el que suposava que cada príncep podia decidir si permetia als seus territoris l'ensenyament i el culte luterans (cuius regio, eius religio). Aquest acord tenia validesa fins que algun Concili General pogués encarar-los o pronunciar-se sobre els afers religiosos suscitats per Martí Luter.

## La Dieta de Speyer de 1529
Les forces catòlico-romanes van prevaler en la seva intenció de revertir la tolerància religiosa que havia estat adoptada el 1526. L'Edicte de Worms seria forçat, després de tot, sense esperar a un Concili General. Els membres que recolzaven els ensenyaments i pràctiques luteranes es van oposar a aquest acord amb la Protesta de Speyer; i a partir d'aquesta protesta se'ls va conèixer com a protestants, nom encara utilitzat per a aquest moviment religiós.